# O-Ringen
O-Ringen of de Zweedse 5-daagse is een oriëntatieloopwedstrijd die elk jaar ergens in Zweden wordt gehouden. De meerdaagse wedstrijd gaat in vijf etappes verdeeld over 5 of 6 dagen (1 rustdag). De laatste dag is een jachtstart, dat betekent dat degene die aan de leiding staat eerst start en de rest zolang na de eerste start als ze in totaal erachter staan. De O-Ringen startte in 1965 in Denemarken, Skåne en Blekinge er deden toen 156 oriëntatielopers mee. Het grootste deelnemer aantal tot nu toe was in Dalarna/Falun 1985 met exact 23 000 deelnemers. Tijdens de O-Ringen in 2006 van 15-21 juli waren er 11 500 deelnemers uit 32 landen.

## Statistiek
| Jaar | Centralort                  | Deelnemeraantal | Dameswinnaar                | Herenwinnaar             |
| ---- | --------------------------- | --------------- | --------------------------- | ------------------------ |
| 1965 | Skåne, Blekinge, Denemarken | 156             | SWE Inga-Britt Bengtsson    | SWE Nils Bohman          |
| 1966 | Småland (4), Västergötland  | 672             | SWE Kerstin Granstedt       | FIN Juhani Salmenkylä    |
| 1967 | Motala                      | 1 910           | SWE Ulla Lindkvist          | SWE Kalle Johansson      |
| 1968 | Borås                       | 3 250           | SWE Ulla Lindkvist          | NOR Åge Hadler           |
| 1969 | Rommehed                    | 5 355           | SWE Ulla Lindkvist          | SWE Stefan Green         |
| 1970 | Kristianstad                | 6 378           | SWE Ulla Lindkvist          | SWE Bernt Frilén         |
| 1971 | Malmköping                  | 8 627           | SWE Ulla Lindkvist          | SWE Hans Aurell          |
| 1972 | Eksjö                       | 8 253           | SWE Ulla Lindkvist          | SWE Hans Aurell          |
| 1973 | Rättvik                     | 10 449          | SWE Ulla Lindkvist          | SWE Bengt Gustafsson     |
| 1974 | Kristiansand                | 10 196          | SWE Ulla Lindkvist          | SWE Ernst Jönsson        |
| 1975 | Haninge                     | 9 322           | SWE Anne Lundmark           | FIN Matti Mäkinen        |
| 1976 | Ransäter                    | 14 843          | HUN Sarolta Monspart        | SWE Gert Pettersson      |
| 1977 | Visby                       | 7 186           | FIN Liisa Veijalainen       | NOR Sigurd Dähli         |
| 1978 | Skara                       | 15 148          | FIN Liisa Veijalainen       | SWE Kjell Lauri          |
| 1979 | Örebro                      | 15 842          | SWE Britt-Marie Karlsson    | SWE Lars-Henrik Undeland |
| 1980 | Uppsala                     | 15 142          | FIN Liisa Veijalainen       | SWE Lars Lönnkvist       |
| 1981 | Mohed                       | 18 983          | SWE Annichen Kringstad      | SWE Jörgen Mårtensson    |
| 1982 | Luleå                       | 13 631          | SWE Annichen Kringstad      | SWE Lars Lönnkvist       |
| 1983 | Anderstorp                  | 22 498          | SWE Annichen Kringstad      | SWE Håkan Eriksson       |
| 1984 | Bräkne-Hoby                 | 16 123          | SWE Karin Gunnarsson        | SWE Kent Olsson          |
| 1985 | Falun                       | exakt 23 000    | SWE Annichen Kringstad      | SWE Joakim Ingelsson     |
| 1986 | Borås                       | 17 353          | SWE Annichen Kringstad      | SWE Anders Erik Olsson   |
| 1987 | Norrköping                  | 16 216          | SWE Katarina Borg           | SWE Lars Lönnkvist       |
| 1988 | Sundsvall                   | 16 413          | SWE Barbro Lönnkvist        | SWE Lars Lönnkvist       |
| 1989 | Östersund                   | 17 818          | SWE Barbro Lönnkvist        | SWE Niklas Löwegren      |
| 1990 | Göteborg                    | 20 172          | NOR Ragnhild Bente Andersen | SWE Per Ek               |
| 1991 | Arboga                      | 16 581          | SWE Arja Hannus             | SWE Håkan Eriksson       |
| 1992 | Södertälje                  | 17 806          | SWE Gunilla Svärd           | NOR Allan Morgensen      |
| 1993 | Falkenberg                  | 15 006          | SWE Annika Zell             | NOR Petter Thoresen      |
| 1994 | Örnsköldsvik                | 14 414          | SWE Katarina Borg           | NOR Petter Thoresen      |
| 1995 | Hässleholm                  | 14 304          | FIN Eija Koskivaara         | SWE Jörgen Olsson        |
| 1996 | Karlstad                    | 17 007          | SWE Annika Zell             | SWE Jörgen Mårtensson    |
| 1997 | Umeå                        | 11 179          | SWE Katarina Borg           | SWE Jörgen Mårtensson    |
| 1998 | Gävle                       | 13 249          | NOR Hanne Staff             | SWE Johan Ivarsson       |
| 1999 | Borlänge                    | 15 238          | SWE Jenny Johansson         | SWE Fredrik Löwegren     |
| 2000 | Hallsberg                   | 13 740          | NOR Hanne Staff             | SWE Jimmy Birklin        |
| 2001 | Märsta                      | 12 525          | SWE Marlena Jansson         | SWE Johan Ivarsson       |
| 2002 | Skövde                      | 14 651          | SUI Simone Luder            | FIN Mats Haldin          |
| 2003 | Uddevalla                   | 14 998          | GBR Heather Monro           | FIN Mats Haldin          |
| 2004 | Göteborg                    | 13 259          | SWE Jenny Johansson         | RUS Valentin Novikov     |
| 2005 | Skillingaryd                | 12 657          | SWE Emma Engstrand          | SWE Emil Wingstedt       |
| 2006 | Mohed                       | 13 500          | SUI Simone Niggli-Luder     | LTU Simonas Krepsta      |
| 2007 | Mjölby                      | 14 300          | SUI Simone Niggli-Luder     | NOR Anders Nordberg      |
| 2008 | Sälen                       | 24 375          | NOR Anne Margrethe Hausken  | FIN Tero Föhr            |
| 2009 | Eksjö                       | 15 589          | SWE Helena Jansson          | SWE Martin Johansson     |